# NGC 179
NGC 179 je galaksija u zviježđu Kit.

## Vanjske poveznice
- SEDS: NGC 0179